# Багольник
Багольник (рос. Багольник) — присілок у Кіриському районі Ленінградської області Російської Федерації.
Населення становить 29 осіб. Належить до муніципального утворення Глажевське сільське поселення.

## Історія
Згідно із законом від 1 вересня 2004 року № 49-оз органом  місцевого самоврядування є Глажевське сільське поселення.

## Населення
| 1838 | 1862 | 1939 | 1965 | 1997 | 2002 | 2007 |
| ---- | ---- | ---- | ---- | ---- | ---- | ---- |
| 116  | ↗146 | ↗349 | ↘78  | ↘18  | ↗24  | ↗25  |
| 2010 | 2017 |      |      |      |      |      |
| ↗28  | ↗29  |      |      |      |      |      |